# Rafałów (rejon brasławski)
Rafałów – dawny majątek i parcele. Tereny, na których leżały, znajdują się obecnie na Białorusi, w obwodzie witebskim, w rejonie brasławskim, w sielsowiecie Ciecierki.
Dawniej używana nazwa – Rafałowo.

## Historia
W czasach zaborów majątek w powiecie dzisieńskim, w guberni wileńskiej Imperium Rosyjskiego.
W latach 1921–1945 majątek a następnie również parcele leżały w Polsce, w województwie wileńskim, w powiecie dziśnieńskim (od 1926 w powiecie brasławskim), w gminie Jody.
Według Powszechnego Spisu Ludności z 1921 roku zamieszkiwały majątek 61 osób, 49 było wyznania rzymskokatolickiego, 1 prawosławnego a 11 mojżeszowego. Jednocześnie wszyscy mieszkańcy zadeklarowali polską przynależność narodową. Było tu 8 budynków mieszkalnych. W 1931 majątek liczył 3 domy i 18 osób, a w parcelach w 2 domach zamieszkiwało 13 osób.
Wierni należeli do parafii rzymskokatolickiej w Borodzieniczach. Miejscowość podlegała pod Sąd Grodzki w Brasławiu i Okręgowy w Wilnie; właściwy urząd pocztowy mieścił się w Jodach.